# 2007 في كوريا الجنوبية
فيما يلي قوائم الأحداث التي وقعت خلال عام 2007 في كوريا الجنوبية.

## أحداث
- 2 أبريل – كوريا الجنوبية والولايات المتحدة تتوصلان إلى اتفاقية تجارة حرة بعد ما يقرب من 10 أشهر من المفاوضات.

## ظهور
- 29 مارس – كارا

## أفلام
من الأفلام التي صدرت هذه السنة في كوريا الجنوبية:
- 1 يناير – حروب التنين من إخراج Shim Hyung-rae [الإنجليزية]‏.
- 1 يناير – سيدة الانتقام من إخراج بارك تشان ووك.
- 21 مايو – المضيف من إخراج بونغ جون هو.

## برامج ومسلسلات وأنمي
- ستار كينغ

## كتب
من الكتب التي صدرت هذه السنة في كوريا الجنوبية:
- 30 أكتوبر – النباتية من تأليف هان كانغ.

## وفيات

### يناير
- 10 يناير – إنسو كيم بيرج (مواليد 1934) عالمة علاج نفسي.

### فبراير
- 10 فبراير – جونغ دا بن (مواليد 1980)